# Особняк Кочубея (Пушкин)
Особняк Кочубея — памятник архитектуры. Расположен в Пушкине, современный адрес дома — улица Радищева, 4.
В 1835 году на участке в Царском Селе был построен деревянный дом по проекту С. И. Черфолио для коллежского асессора А. Половцева. Особняк для В. П. Кочубея на месте обветшавшего строения был построен в стиле неоклассицизма в 1911—1914 годах А. О. Таманяном. Дом разноэтажный (2-3 этажа) на высоком подвале. Из-за бережливости заказчика, граничащей со скупостью, строительство шло с конфликтами и сменами архитекторов.
Главный фасад схож по стилю с московскими особняками, построенными А. Г. Григорьевыми, О. И. Бове и Д. Жилярди. Балкон второго этажа поддерживает портик с шестью каннелированными колоннами греко-дорического ордера, напоминающий портик манежа В. П. Стасова. Со стороны двора фасад украшен полуротондой, украшенной на уровне второго этажа колоннами ионического ордера.
В оформлении вестибюля архитектор В. И. Романов использовал каннелированные четырёхгранные столбы и пилястры. Лепной плафон схож по оформлению с плафонами Агатового павильона Чарльза Камерона. Фриз, мнимо поддерживаемый пилястрами, украшают ритмично повторяющиеся рельефы грифонов, охраняющих вазы-курильницы.
Интерьеры Большого зала и полуротонды разработал Н. Е. Лансере. Зал связан со смежными помещениями широкими проёмами с колоннами ионического ордера. Гладкие стены завершают карнизы с модульонами. У каждого дверного проёма своя обработка. Стилю архитектурного оформления помещений также соответствовала их мебель.
В 1918 году находившиеся в доме коллекции Кочубея были переданы в музейное хранилище дворца Палей (после 1920-х судьба коллекции не прослеживается). Здание занял детский приют. В 1927 году особняк был отреставрирован, в нём разместили Дом ветеранов революции 1905 года. В Великую Отечественную войну особняк подвергся разрушениям (в него попала авиабомба, помещения были разграблены), но здание было восстановлено в 1947—1948 годы; парадные интерьеры восстанавливали по старым фотоснимкам, сделанных в том числе самим В. П. Кочубеем. С 1950-х годов в особняке располагался дом отдыха «Пушкино» на 100 человек для партработников обкома КПСС, с 1986 года — ФГОУ Академия дополнительного профессионального образования «Учебный центр подготовки руководителей».